# Justizakademie des Landes Brandenburg

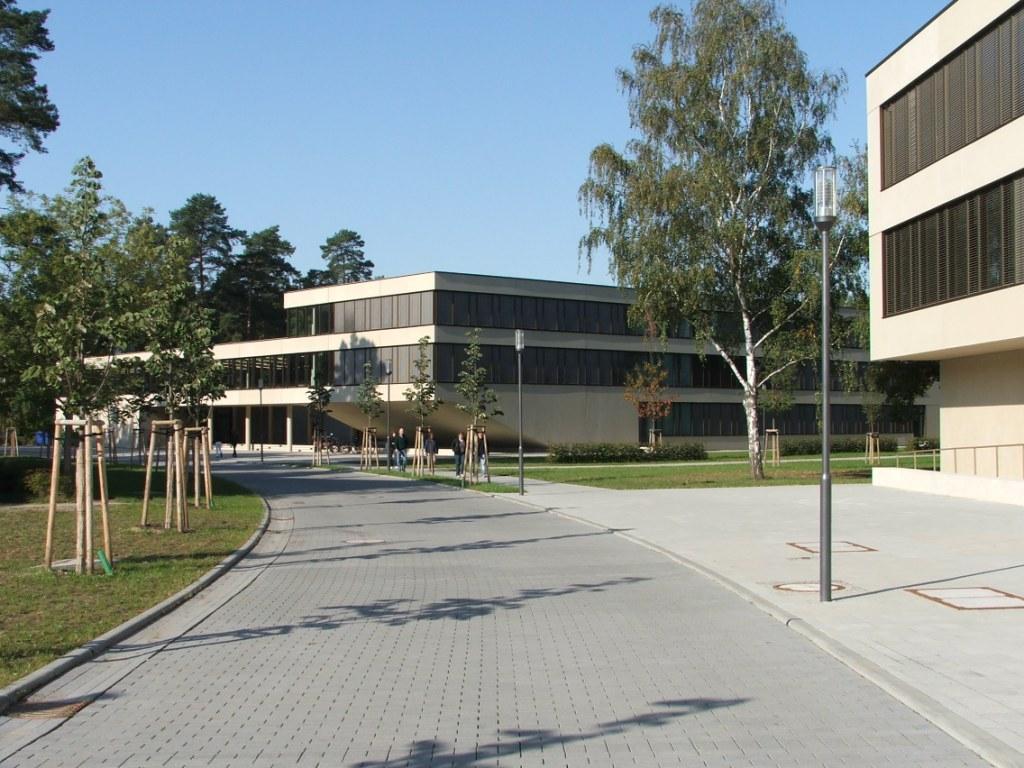
Justizakademie

Die Justizakademie des Landes Brandenburg ist die zentrale Fortbildungseinrichtung der Justiz des Landes Brandenburg (außer Justizvollzug) und für den höheren Dienst des Landes Berlin. Sie ist eine selbständige Einrichtung im Sinne Landesorganisationsgesetzes (LOG).
Die Akademie wurde im Mai 1993 in Kolpin (Landkreis Oder-Spree) gegründet. Bis 1999 hatte die Justizakademie noch eine Nebenstelle in Chossewitz. Im Jahr 2008 zog die Akademie an den neuen Standort in Königs Wusterhausen auf dem Gelände des Aus- und Fortbildungszentrums. Der   Direktor ist  Harald Kruse.
Derzeit finden jährlich etwa 350 Fortbildungsveranstaltungen mit mehr als 5000 Teilnehmern statt. Die Fortbildungen richten sich hauptsächlich an Richter, Staatsanwälte, Amtsanwälte, Rechtspfleger, Gerichtsvollzieher, Bedienstete der Serviceeinheiten, Justizwachtmeister und Mitarbeiter der Sozialen Dienste.
Die Fachaufsicht hat das Gemeinsame Juristische Prüfungsamt der Länder Berlin und Brandenburg (GJPA). 
Als Schulungsräume werden ein Hörsaal für 50 Personen, drei Seminarräume für 20 Personen, drei Gruppenarbeitsräume und drei Computerkabinette genutzt. Im Seminargebäude befindet sich außerdem eine juristische Fachbibliothek.
Die Justizakademie befindet sich im Aus- und Fortbildungszentrum Königs Wusterhausen (AFZKW)– wie auch die Fachhochschule für Finanzen, die Landesfinanzschule, das Fortbildungszentrum der Finanzverwaltung und die Landesakademie für öffentliche Verwaltung. Die fünf Aus- und Fortbildungseinrichtungen verfügen über eine gemeinsame Zentralverwaltung.